# Tondabayashi
Tondabayashi (富田林市, Tondabayashi-shi) és una ciutat i municipi de la prefectura d'Osaka, a la regió de Kansai, Japó. La ciutat és coneguda pel seu festival anual de focs d'artifici organitzats perl Grup Religiós de la Perfecta Llibertat, els més grans del món i pel Tondabayashi Jinaimachi, un barri preservat del període Tokugawa. A data de 2020, amb els seus 109.560 habitants, Tondabayashi es troba dins dels 20 municipis més poblats de la prefectura d'Osaka.

## Geografia
La ciutat de Tondabayashi es troba al sud-est de la prefectura d'Osaka i està adscrita pel govern prefectural a la regió de Minamikawachi o Kawachi sud, en record de l'antiga província i del districte on es trobava Tondabayashi fins 1950. El terme municipal de Tondabayashi limita amb els municipis de Habikino al nord, Sakai i Ōsakasayama a l'oest, Kawachinagano al sud i amb Taishi, Kanan i Chihaya-Akasaka a l'est.

## Història
Fins a l'era Meiji, l'àrea on actualment es troba Tondabayashi formava part de l'antiga província de Kawachi. Des de 1889 fins a 1896, Tondabayashi va tindre l'estàtus de poble, passant aquest any a ser una vila fins al 1950, quan es convertí en ciutat i va eixir del districte de Minamikawachi.

## Transport

### Ferrocarril
- Ferrocarril Kinki Nippon
- Ferrocarril Nankai

### Bus
- Kintetsu Bus
- Kongou Jidousha
- Nankai Bus

### Carretera
- Nacional 170
- Nacional 309

## Agermanaments
- Suwa, prefectura de Nagano, Japó.[3]
- Bethlehem, Pennsilvània, EUA.[4]
- Pengzhou, província de Sichuan, RPX.